# Fā'

Fa in isolierter Form

Fā'  (arabisch فاء, DMG Fāʾ) ist der 20. Buchstabe des arabischen Alphabets. Er ist aus dem phönizischen Pe hervorgegangen und dadurch mit dem lateinischen P, dem griechischen Pi und dem hebräischen Pe verwandt. Ihm ist der Zahlenwert 80 zugeordnet.

## Lautwert und Umschrift
Das Fa entspricht dem deutschen F in „Friedrich“. Es wird daher in der DMG-Umschrift mit „f“ wiedergegeben.

## Graphische Abwandlungen

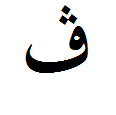
Ein „arabisches W [v]“

Zuweilen ist in arabischen Lexika, Atlanten etc. ein Fa mit drei statt einem Punkt anzutreffen. Dieser Buchstabe, genannt Ve, dient dazu, um die richtige Aussprache des „v“- bzw. „w“-Lautes in ausländischen Namen sicherzustellen, der im Schriftarabischen nicht vorkommt.

## Fa in Unicode
| Unicode Codepoint | U+0641            |
| Unicode-Name      | ARABIC LETTER FEH |
| HTML              | &#1601;           |
| ISO 8859-6        | 0xe1              |